# Vladimir Vratović
Vladimir Vratović (Šibenik, 23. svibnja 1927. – Zagreb, 2. veljače 2014.), hrvatski klasični filolog
Cijeli je radni vijek proveo na Odsjeku za klasičnu filologiju Filozofskog fakulteta Sveučilišta u Zagrebu. Bio je poznati, priznati i ugledni profesor. Predavao je više predmeta. Studentima ostao posebno u sjećanju kao predavač povijesti rimske književnosti i voditelj seminara na kojima je obrađivao rimske autore i hrvatske latiniste. Šira ga hrvatska javnost zna kao suautora-urednika s prof. Veljkom Gortanom dvaju svezaka Hrvatskih latinista (1969./1970.) u ediciji Pet stoljeća hrvatske književnosti u izdanju zagrebačke Zore i Matice hrvatske. Vodio je radijske emisije o pravilnoj upotrebi i naglašavanju riječi preuzetih iz klasičnih jezika u hrvatski jezik. Zadnjih deset godina prije odlaska u mirovinu vodio je novoosnovanu Katedru za hrvatski latinizam (1987. – 1997.).

## Vanjske poveznice
- Hrvatska enciklopedija LZMK
- Umjetnost riječi